# Monte Casale (Fanesgruppe)
Der Monte Casale ist ein 2898 m s.l.m. hoher Berg in der Fanesgruppe an der Grenze zwischen der Provinz Südtirol und der Provinz Belluno. Er ist der mittlere Gipfel der Dreiergruppe Monte Castello-Monte Casale-Monte Cavallo. Die Südtiroler Anteile des Bergs sind Teil des Naturparks Fanes-Sennes-Prags.

## Anstieg
Von der Lavarelahütte oder der Faneshütte Richtung Süden über das Limojoch vorbei am Limosee erreicht man die Große Fanesalm. Weiter südwärts auf dem Weg Nr. 17 der auch Teil des Dolomiten-Höhenweg Nr. 1 ist, geht der Weg zwischen den Furcia Rossa-Spitzen zur linken und den Cime Ciampestrin zur rechten durch das Valun Blanch weiter bis zum Friedensbiwak (2760 m s.l.m.), das direkt im Schutze der steilen Felswände des Monte Castello errichtet wurde. Von hier aus geht es weiter, an den ehemaligen Schützengräben vorbei, den Kamm entlang zum Gipfel.
Alternativ ist der Gipfel auch aus südlicher Richtung über das Val Travenanzes zu erreichen an dessen Südostseite sich das Massiv der Tofana emporhebt. Zuerst durch das Tal erreicht man wiederum den Weg Nr. 17 der zur Casalescharte (Forcella Casale oder auch Forcella de Cians) hinauf führt. Von hier aus erreicht man nach einem kurzen Anstieg den Gipfel.